# 四川天主教神哲学院
四川天主教神哲学院，位于四川省成都市郫都区红光镇，是四川省、云南省、贵州省、重庆市天主教两会（即四川省天主教爱国会、云南省天主教爱国会、贵州省天主教爱国会、重庆市天主教爱国会以及四川省天主教教务委员会、云南省天主教教务委员会、贵州省天主教教务委员会、重庆市天主教教务委员会）设立的一所培养神职人员的大区性宗教院校。

## 简介
经中华人民共和国国务院批准，四川天主教神哲学院由四川、云南、贵州、重庆天主教两会于1984年创办。最初校址位于成都市平安桥天主堂。1996年，该校迁至郫县郫筒镇一里村。1996年10月18日，四川天主教神哲学院在新院址礼堂举行开学典礼，院长陈适中主教主礼，董事长王良佐讲话。由于办学条件简陋，经中央关怀及中共四川省委、四川省人民政府支持，郫县红光镇的四川省宗教教育培训中心被移交给该院作为新校舍使用。2005年9月18日，该院在这一新校址举行了揭牌仪式，国家宗教局局长叶小文、四川省副省长张作哈为该院揭牌。2014年5月23日，四川天主教神哲学院举办建院30周年校庆。

## 历任董事长、院长
四川天主教神哲学院董事长
- 王良佐神父（1984年3月—1997年）
- 雷世银主教（1997年—）[5][6]

四川天主教神哲学院院长
- 李熙亭主教（1984年—？）
- 段荫明主教（？—1988年）[7]
- 陈适中主教（1988年—？）[8]
- 李枝刚神父（1996年—？，副院长主持院务）[9]
- 李枝刚神父（？—2011年）[2]
- 陈功鳌主教（2011年—）